# Бастал
Бастал (каз. Бастал) — село в Каркаралинском районе Карагандинской области Казахстана. Входит в состав аульного округа Ныгмет. Код КАТО — 354875300.

## Население
В 1999 году население села составляло 214 человек (104 мужчины и 110 женщин). По данным переписи 2009 года, в селе проживали 163 человека (86 мужчин и 77 женщин).